# Armando Ovide
Armando Oscar Ovide (Buenos Aires, Argentina, 3 de septiembre de 1947), también conocido por su apodo «Pepi», es un ex-futbolista argentino que se desempeñaba en la posición de lateral izquierdo.
Surgido de las inferiores del Club Atlético Boca Juniors, debutó en la Primera División de Argentina en 1966. En el club «xeneize» disputó un total de 200 partidos y convirtió 5 goles. A nivel colectivo, se consagró campeón de la Primera División de Argentina en cuatro oportunidades con el conjunto de la ribera, además de ganar la Copa Argentina en su edición de 1969.
Durante un tiempo prolongado fue suplente del mítico Silvio Marzolini. Permaneció en la institución durante 10 años, luego sería transferido al Club Atlético Vélez Sarsfield, en 1977. En 1978 tendría un breve paso por el Colo-Colo chileno y luego retornaría al país en 1979 para integrar las filas de Banfield y luego de Atlanta, donde pondrían fin a su carrera, en 1980.
Fue internacional con la Selección Argentina en dos encuentros.

## Trayectoria
Oriundo de Buenos Aires, surgió como jugador de las inferiores de Boca Juniors a los 14 años jugando para la 7.ª división. Como juvenil, salió campeón con la 3.ª división en 1966 y ese mismo año debutó en la primera frente a Newell's. Desde entonces, permanecería 10 años con el «xeneize» y lograría 5 títulos. 

## Clubes
| Club            | País      | Año       |
| --------------- | --------- | --------- |
| Boca Juniors    | Argentina | 1966-1976 |
| Vélez Sársfield | Argentina | 1977      |
| Colo-Colo       | Chile     | 1978      |
| Banfield        | Argentina | 1979      |
| Atlanta         | Argentina | 1980      |

## Palmarés

### Campeonatos nacionales
| Título           | Club         | País      | Año    |
| ---------------- | ------------ | --------- | ------ |
| Primera División | Boca Juniors | Argentina | N-1969 |
| Copa Argentina   | Boca Juniors | Argentina | 1969   |
| Primera División | Boca Juniors | Argentina | N-1970 |
| Primera División | Boca Juniors | Argentina | M-1976 |
| Primera División | Boca Juniors | Argentina | N-1976 |